# Paradise (LL Cool J)
Paradise è un singolo del rapper statunitense LL Cool J, pubblicato nel 2002 ed estratto dall'album 10.
Il brano vede la partecipazione della cantante R&B statunitense Amerie.

## Tracce
- CD (UK)

1. Paradise (Album Version featuring Amerie) – 4:35
2. Paradise (James Yarde Mix featuring Terri Walker) – 5:22
3. Paradise (Instrumental) – 4:42
4. Paradise (featuring Amerie) (Video) – 4:21

- CD (Europa)

1. Paradise (Radio Edit featuring Amerie) – 4:04
2. Paradise (Album Version featuring Amerie) – 4:35
3. After School (Album Version featuring P. Diddy) – 4:39
4. Paradise (featuring Amerie) (Video) – 4:21

## In altri media
Il brano è udibile nel film Deliver Us from Eva, interpretato dallo stesso LL Cool J e da Gabrielle Union.